# Pogorzyce (przystanek kolejowy)
Pogorzyce – nieczynny przystanek kolejowy w Pogorzycach, w województwie małopolskim, w Polsce, na linii Chrzanów – Płaza. Znajduje się tu 1 peron.